# Franz Engel (Kabarettist)
Franz Engel (* 16. September 1898 in Wien; † 16. Oktober 1944 im KZ Auschwitz) war ein österreichischer Komiker, Conférencier, Coupletsänger und Schauspieler.

## Leben und Wirken
Engel war sowohl in Wien als auch in Berlin bekannt und spielte in den bekanntesten Varietés und Kabaretts von Wien und Berlin, wie etwa dem Simpl, Hölle und Moulin Rouge. Er war eine jener Kabarettgrößen Wiens, die nach der Zeit des Nationalsozialismus in Österreich vergessen wurden. Nur wenige seiner Texte und Couplets wurden wiederveröffentlicht, im Gegensatz zu anderen Größen der Zeit vor 1938 wie Armin Berg, Karl Farkas oder auch Fritz Grünbaum, mit dem er dasselbe Schicksal teilte.
Vereinzelt spielte Engel auch in deutschen und österreichischen Filmkomödien, wie 1925 an der Seite von Pat & Patachon in Zwei Vagabunden im Prater, 1930 in Carl Lamacs Der falsche Feldmarschall und 1931 in Otto Premingers
Die große Liebe.
Zwischen 1930 und 1938 besprach Engel für die österreichischen Filialen von His Master’s Voice und Columbia eine Reihe von Schallplatten, z. T. mit namhaften Kabarett-Kollegen. Sie sind heute kostbare Zeugnisse für die Kleinkunst im Wien der Ersten Republik.
1933, nach der Machtergreifung der Nationalsozialisten in Deutschland, musste Engel aufgrund seiner jüdischen Konfession fliehen. Er kehrte nach Wien zurück, wo er aber 1938 nach dem Anschluss erneut fliehen musste. Er gelangte zunächst mit anderen Kabarettisten nach Paris, wo er 1939 gemeinsam mit Erwin Saldern und Fred Berger Teil der von Karl Farkas gebildeten Exil-Kabarettgruppe „Vienne à Paris“ wurde. Anschließend floh er weiter in die Niederlande, wo er nach der deutschen Besetzung der Niederlande im Durchgangslager Westerbork interniert wurde. Dort wirkte er an den von Max Ehrlich gestalteten Theaterabenden mit. Von dort verschleppten ihn die Nationalsozialisten ins Ghetto Theresienstadt, von wo aus er schließlich ins KZ Auschwitz gelangte und am 16. Oktober 1944 ermordet wurde.

## Tondokumente

### Auf His Master's Voice (Österr.)
Nur Fisolen / Komp.: Otto Berkowitz – Text: Franz Engel. Franz Engel [in German with piano] – am Klavier der Komponist. His Master's Voice AM 3135 / 70-1593 (Matrizennummer BL 6577-I)
Künstler-Portraits: „Der Erlkönig“ / Text: F. Engel & A. Kaps. Franz Engel [Talking (prosa) in German] His Master's Voice AM 3135 / 70-1594 (Matrizennummer BL 6578-I), auch: BA 246 / 70-1594 (Matrizennummer BL 6578-I)
In Paris, in Paris sind die Männer so süss / Text: Fr. Engel & A. Kaps – Musik: Raoul Moretti.
Franz Engel – am Klavier: Otto Berkowitz [in German with piano ]
His Master's Voice AM 3323 / 70-1805 (Matrizennummer BL 6828-II)
Am Postschalter / Text: Fr. Grünbaum – Musik: A. M. Werau. Franz Engel, Humorist [in German with piano]  His Master's Voice AM 3323 / 70-1806 (Matrizennummer BL 6829-1), auch: BA 273 / 70-1806 (Matrizennummer BL 6829-I)
Mir ist alles ans / Text: Franz Engel. Franz Engel [in German with piano] – Klavierbegleitung: O. Berkowitz. His Master's Voice BA 246 / 70-1807 (Matrizennummer BL 6830-II)
Nur nicht heiraten / Text: Franz Engel – Martin Loewe. Franz Engel, Humorist [in German]
His Master's Voice BA 273 / 70-1965 (Matrizennummer OL 780-II)

### Auf Columbia (österr.)
Man soll mit Pollaks nicht verkehren / A. M. Werau – W. Saliger – F. Engel.
Franz Engel – am Flügel: Karl Inwald.
Columbia DV 924 (Matrizennummer WHA 427)
Von was leben die Leute? / A. M. Werau – O. Kanitz – A. Kaps. Franz Engel – am Flügel: Karl Inwald. Columbia DV 924 (Matrizennummer WHA 428)
Die Arbeit in Wien / A. M. Werau – O. Kanitz – F. Engel.
Franz Engel – am Flügel: Karl Inwald.
Columbia DV 925 (Matrizennummer WHA 429-2)
Da liegt mir wirklich gar nichts d'ran / Karl Inwald – Louis Taufstein. Franz Engel – am Flügel: der Komponist Karl Inwald. Columbia DV 925 (Matrizennummer WHA 430-2)
Am Mississippi. Ein indianisches Klagebänk’l (F. Engel – P. Ollop, Musik von Trojan Wellisch). Franz Engel mit Klavierbegleitung. Columbia DV 945 (Matrizennummer WHA 457-2)
Erlebnis bei meinem Friseur (F. Engel) Franz Engel [talking]. Columbia DV 945 (Matrizennummer WHA 458-2)
Dichterschlacht am Mikrophon: Sketch, 1. Teil / von Karl Farkas – Franz Engel. Am Mikrophon die beiden Textdichter [Karl Farkas – Franz Engel]. Columbia DV 958-I (Matrizennummer WHA 463-2)
detto 2. Teil:
Columbia DV 958-II (Matrizennummer WHA 464-2)
Wie geht’s Ihnen, Herr Fröhlich? (Text F.Grünbaum und A. Kaps, Musik K.Inwald und B.Uher) Franz Engel mit Klavierbegleitung. Columbia DV 1153 (Matrizennummer CHA 692)
Hallo! Hier Radio Wien!: 1. Teil, Franz Engel & Fritz Wiesenthal – am Klavier: Carl Breyer.
Columbia DV 1185-I (Matrizennummer CHA 742-2)
detto 2. Teil:
Columbia DV 1185-II (Matrizennummer CHA 743-2)
Ja, das könnt’ in Wien nicht passier’n: 1. Teil / H. Lengsfelder – S. Tisch – P. Weiß – F. Kramer. Lola v. Hübner & Franz Engel mit Orchester Heinz Sandauer. Columbia DV 1352 (Matrizennummer CHA 844-1)
detto 2. Teil:
Columbia DV 1352 (Matrizennummer CHA 845-1)

## Wiederveröffentlichungen (unvollständig)
Beiträge auf Samplern:
- Totentanz – Kabarett im KZ. CD mit DVD. Vertriebene deutsch/jüdische Schauspieler. Herausgegeben und ausgewählt von Volker Kühn, Edition Mnemosyne, Neckargemünd 2000
- Populäre jüdische Künstler – 1903–1936, Wien. (CD) Herausgegeben und ausgewählt von Chaim Frank, Trikont, München 2001. Darauf folgende Beiträge (mit Datum der Aufnahme):
  - Man soll mit Pollaks nicht verkehren, 1931
  - Erlebnis bei meinem Friseur, 1932
  - Von was leben die Leut, 1932
  - Hallo! Hier Radio Wien, mit Fritz Wiesenthal, 1936
- Altmeister des Humors: Franz Engel, Fritz Grünbaum & Karl Farkas CD Preiserrecords, Nr. BSIN01639286. Erschienen: 1999; enthält von Engel:
  - Am Postschalter 1931
  - Wie geht's Jhnen, Herr Fröhlich ? 1936
- Kabarett aus Wien: Karl Farkas – Fritz Grünbaum. (CD) Enthält Beiträge von Franz Engel. Archiv Verlag, Wien 1990

Hörbeispiele auf youtube:
- Am Postschalter Text: Fr. Grünbaum – Musik: A. M. Werau. Franz Engel, Humorist [in German with piano] His Master's Voice AM 3323 / 70-1806 (BL 6829-1) – Wien 1931
- Man soll mit Pollaks nicht verkehren A. M. Werau – W. Saliger – F. Engel. Franz Engel – am Flügel: Karl Inwald. Columbia DV 924 (WHA 427)
- Von was leben die Leut' ? A. M. Werau – O. Kanitz – A. Kaps. Franz Engel – am Flügel: Karl Inwald. Columbia DV 924 (WHA 428) – Wien 1932
- Hallo! Hier Radio Wien! Franz Engel & Fritz Wiesenthal – am Klavier: Carl Breyer. Columbia DV 1185-I u. -II (CHA 742-2 u. CHA 743-2) – Wien, Mai 1936